# Era del malestar (industria automotriz)

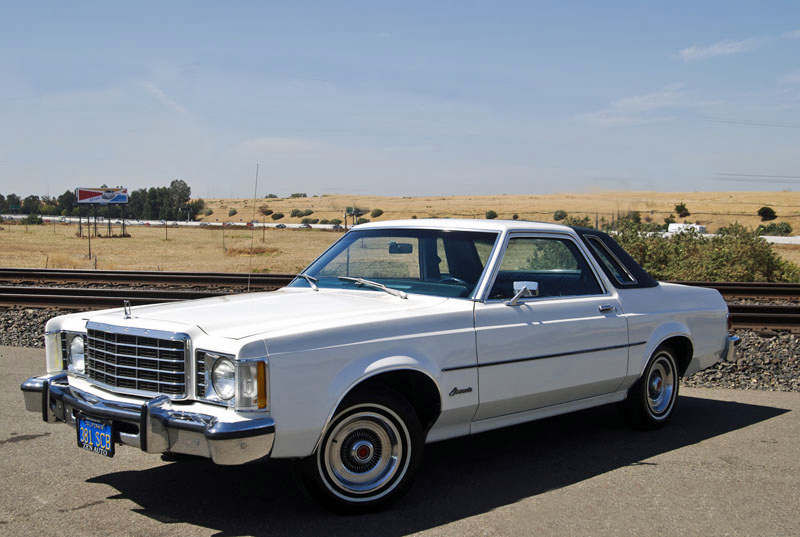
El Ford Granada de 1977, un automóvil común en ese momento con muchas de las características distintivas de diseño y desempeño de la época.

En la historia del automóvil, la era del malestar se refiere a un período comprendido aproximadamente entre principios de los años 1970 y principios y mediados de los años 1980, caracterizado por productos de mala calidad y desempeño pésimo. Fue un periodo de transición en la que la industria automotriz de los Estados Unidos intentaba adaptarse a las nuevas demandas hacia productos con menor consumo de combustible, mayor seguridad y menos contaminantes .
Se suele considerar que la Era del Malestar comenzó por la coincidencia de las entonces nuevas leyes declaradas por la EPA durante la década de1970 junto con las crisis del petróleo de 1973 y 1979. Antes de esto la industria estadounidense consistía mayoritariamente en diseños de pontones y muscle cars, pero con las nuevas reformas y aumento de precio del combustible, las empresas automotrices empezaron enfocar sus diseños hacia automóviles de lujo personal y autos compactos.
La época también vio un importante aumento de ventas de fabricantes japoneses, que ya poseían vehículos compactos y eficientes de combustible en su inventario. Lo que representó una amenaza para los Tres Grandes de Detroid (General Motors, Ford y Chrysler).
Se debate cuándo exactamente acabó la Era del Malestar pero generalmente se suele considerar que fue en 1983, cuando la mayoría de los autómoviles nuevos carecían de las falencias caracterísitcas de esta época.

## Etimología
El término "Malaise Era" (Era del malestar) fue acuñado en 2008 por el escritor Murilee Matin (bajo el seudónimo de Phil Greden) en un artículo que analizaba al Ford Granada de 1977 para el medio digital Jalopnik. No sé sabe con certeza por qué eligió el término "malestar" pero se cree que fue una referencia hacia al discurso del presidente estadounidense Jimmy Carter sobre la crisis del petróleo, popularmente conocido como "discurso del malestar".
"Malaise Era" se ha utilizado regularmente desde principios de la década de 2010, y ha sido ampliamente citado por agencias de noticias y sitios automotrices, incluidos Car and Driver, Consumer Guide, Forbes, Fox News, Hagerty, Hemmings Motor News, Motor Trend, Popular Mechanics, Road & Track, Vanity Fair, y The New York Times.

## Mandatos gubernamentales
A finales de 1970, el presidente Richard Nixon promulgó una serie de enmiendas a la Ley de Aire Limpio. Las enmiendas exigían una reducción del 90% de los hidrocarburos, el monóxido de carbono y los óxidos de nitrógeno para 1975 e instruían a la Agencia de Protección Ambiental a implementar estas normas.
No existía la tecnología para cumplir estos requisitos de una manera que también permitiera que los motores continuaran generando la misma potencia. La forma más sencilla para que los fabricantes cumplieran con estos ambiciosos recortes de emisiones era reducir la potencia y el tamaño de sus vehículos. 
Los efectos de reducción de potencia más significativos fueron causados por la adopción de procedimientos de control de emisiones, como inyectores de aire secundarios, recirculación de gases de escape, ignición retardada y reactores térmicos. Como estos cambios eran de naturaleza legislativa y no el resultado de desarrollos voluntarios por parte de las compañías automotrices estadounidenses,  las tecnologías de control de emisiones utilizadas se implementaron apresuradamente e inicialmente dieron como resultado en vehículos que se averiaban más fácilmente y aumentando el consumo de combustible. Todo esto junto con las caídas de potencia.
Las nuevas medidas también habían prohíbido el uso de gasolina con plomo, por lo que los nuevos vehículos a partir del año de 1975 tuvieron que utilizar  un convertidor catalítico.
Aparte de las nuevas normas para el medio ambiente, en 1971, la NHTSA promulgó regulaciones para los parachoques  que exigía que ningún vehículo pueda sufrir algún tipo de daño a 8 km/h (posteriormente reducido a 4.5 km/h), a la altura exacta del parachoques. Esto resultó en que muchos coches ligeros pierdan potencia debido al nuevo peso añadido de los  parachoques.

## Efectos sobre los fabricantes
Los fabricantes de automóviles estadounidenses comenzaron a introducir modelos más pequeños, mucho menos potentes y con mayor eficiencia de combustible para cumplir con los nuevos requisitos de kilometraje con el objetivo de competir con los fabricantes extranjeros, particularmente los japoneses, quiénes empezaron a ponerlos en riesgo debido al alto porcentaje del público que prefería sus coches. A pesar de todos los intentos, las ventas de vehículos importados continuaron aumentando. 
Durante el periodo de 1978 y 1982, las ventas de GM  disminuyeron un 34,2%; las ventas de Ford cayeron un 47% y las ventas de Chrysler cayeron un 27% entre 1978 y 1982. Durante el mismo periodo de tiempo, las ventas de Toyota pasaron de  441.800 automóviles a 527.128 automóviles, un aumento del 19,3%, las ventas de Honda aumentó un 33,1% y las de Datsun aumentaron un 39,1%.
Un año después del inicio de la crisis del petróleo de 1979, los fabricantes japoneses superaron los totales de producción de Detroit, convirtiéndose en los primeros del mundo. La proporción de automóviles japoneses en las compras de automóviles estadounidenses aumentó del 9% en 1976 al 21% en 1980.

## Fin de la era
Con el pasar de los años, llegaron nuevas tecnologías que facilitaron cumplir con los mandatos gubernamentales: las computadoras a bordo, la inyección electrónica de combustible, el convertidor catalítico de tres vías y los modernos sensores de oxígeno permitieron un mayor rendimiento bruto y menos controles de emisiones obstaculizados.
Rob Sass sostiene que la era terminó entre 1985, cuando los autos deportivos comerciales estadounidenses pudieron alcanzar los 200 caballos de fuerza nuevamente. Además, en 1987 límite de velocidad nacional de Estados Unidos se elevó a 105 km/h, lo que al mismo tiempo aumentó el incentivo para los fabricantes de incrementar la potencia de sus vehículos.  

## SigloXXI
Algunos periodistas opinan que en el Siglo XXI se está acercando una nueva era del malestar en Estados Unidos y Europa, con las nuevas leyes ambientales que les obliga a desarrollar nuevas tecnologías para la fabricación de vehículos híbridos y eléctricos. Todo esto junto con el aumento de ventas de vehículos chinos.